# Улица Руднева (Санкт-Петербург)
Улица Ру́днева — улица в Выборгском районе Санкт-Петербурга. Проходит от проспекта Луначарского до Придорожной аллеи в жилом районе Шувалово-Озерки.

## История

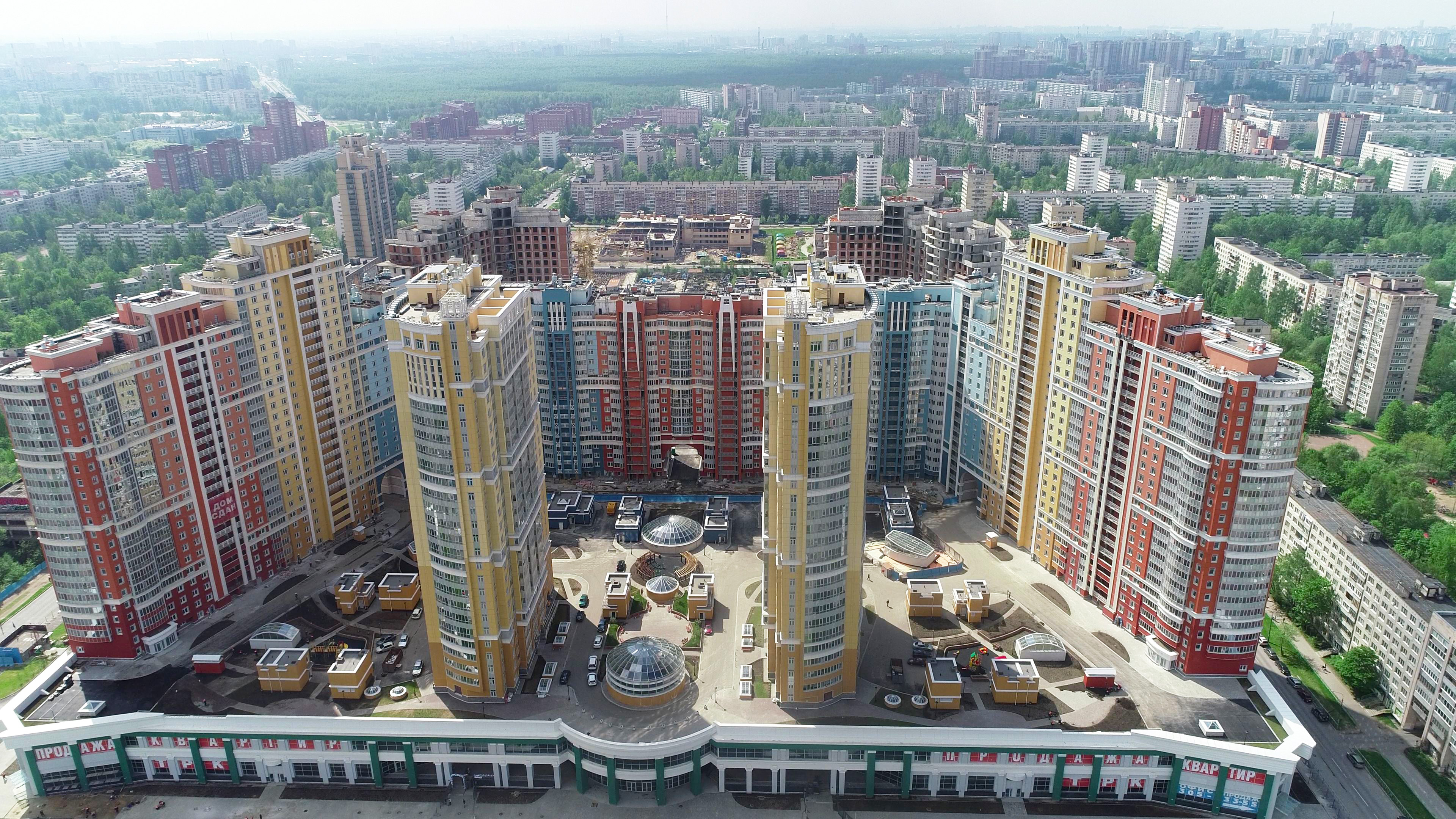
ЖК «Лондон-парк» у пересечения улицы Руднева с проспектом Просвещения

Улица получила название 12 июня 1972 года в память об архитекторе Льве Владимировиче Рудневе. Застраивалась в 70—80-х годах XX века.

## Пересечения
Улица Руднева пересекает или граничит со следующими улицами:
- Придорожная аллея
- Сиреневый бульвар
- проспект Просвещения
- Актёрский проезд
- Поэтический бульвар
- проспект Луначарского

## Транспорт
Ближайшая станция метро — «Проспект Просвещения» 2-й (Московско-Петроградской) линии.
Автобусы №: 60, 198, 199.
1. ↑  Улица Руднева » Peshehod.SU — По Питерским улочкам: информация о Санкт-Петербурге для гостей и жителей города. Дата обращения: 8 января 2011. Архивировано из оригинала 7 сентября 2010 года.
2. ↑  Остановка: улица Руднева. Портал общественного транспорта санкт-Петербурга. СПб ГКУ «Организатор Перевозок». Дата обращения: 19 сентября 2022. Архивировано 20 сентября 2022 года.
3. ↑  Остановка: улица Руднева, угол Придорожной аллеи. Портал общественного транспорта Санкт-Петербурга. СПб ГКУ «Организатор Перевозок». Дата обращения: 19 сентября 2022. Архивировано 20 сентября 2022 года.